# 佐藤継成
佐藤 継成（さとう つぐなり、元亀元年（1570年） - 寛永11年4月3日（1634年4月30日））は、戦国時代・江戸時代の武士、旗本寄合席の井深佐藤氏初代。通称・勘右衛門、与兵衛。法名祖光。美濃国加茂郡加治田村出身。父は佐藤堅忠。妻は佐藤忠能の娘、後妻に遠山筑前守の娘、一柳五郎四郎の娘。子に佐藤成次、佐藤信成、佐藤吉成、娘（保田宗雪の妻）、娘（柘植宗次の妻）。

## 生涯
関ヶ原の戦いの後より徳川家康に仕え、慶長15年（1610年）9月25日に美濃国加茂郡において1000石を領する。大坂の役（大坂の陣）にも従い、その後に、徳川秀忠に仕えた。
元和3年（1617年）5月26日、2190石を加増され、美濃国加茂郡のほか大和国十市郡・摂津国武庫郡・島下郡・近江国高島郡内において3190石を領した。
寛永8年（1631年）6月20日に日光山御宮造営奉行、7月2日に普請奉行に就任。10月23日に駿府町奉行に転じ、寛永11年（1634年）4月3日に駿府において死去。享年65。墓は静岡県静岡市葵区伝馬町の宝泰寺にある。法名は普覺院殿性岳祖光居士。 

## 知行所
- 美濃国 加茂郡 伊深村 1300石
- 摂津国 武庫郡 守部村 511石9升1合309・西武庫村 192石1斗6升4合993・常吉村 14石3斗9升
- 摂津国 島下郡 奈良村 120石
- 大和国 十市郡 西宮村 100石2斗7升9合999・新木村 189石4斗4升9合997・豊田村 438石5斗3升8合605・中村 293石6斗7升8合986
- 近江国 高島郡 深溝村 216石

## 逸話・子孫
- 佐藤氏系譜にて「女　伊深佐藤紀伊守堅忠ノ嫡男継成ノ室」と記載がある[3]。

## 書籍
- 静岡戦国武将墓巡り―家康ゆかりの武将たち 単行本  – 2011/12 岩堀 元樹 (著)　ISBN　978-4-938138-93-6